# Курінька Марія Никифорівна
Марія Никифорівна Курінька (Бельмас) — українська художниця, майстриня петриківського розпису.